# セントラル映画社
セントラル映画社（セントラルえいがしゃ、英語: Central Motion Picture Exchange）は、かつて存在した連合国軍占領下の日本の映画配給会社である。1946年（昭和21年）2月1日、連合国軍最高司令官総司令部の外郭団体として設立され、同月28日から日本国内でのアメリカ映画のリリースを開始する。1951年（昭和26年）12月27日、解体された。日本では「セントラル映画社」のほか、セントラル・モーション・ピクチュア・エクスチェンジ（あるいは・エキスチェンジ）、セントラル・フィルム・エキスチェンジと表記されることもあり、略称は英語: CMPE、あるいはセントラル。

## 沿革
- 1946年2月1日 - 設立[1][3][4]
- 1951年12月27日 - 解体[2]

## データ
- 所在地 : 東京都港区芝田村町2丁目15番地 兼坂ビル[1]
  - 現在の同都同区新橋2丁目5番5号 新橋2丁目MITビル（旧兼坂ビル・第二兼坂ビル）

北緯35度40分4秒 東経139度45分22秒 / 北緯35.66778度 東経139.75611度
- 代表 : 
  1. マイケル・ベルゲル （1946年 - 1946年）[3]
  2. チャールズ・メイヤー （1946年 - 1951年）[1]

- 大阪支社

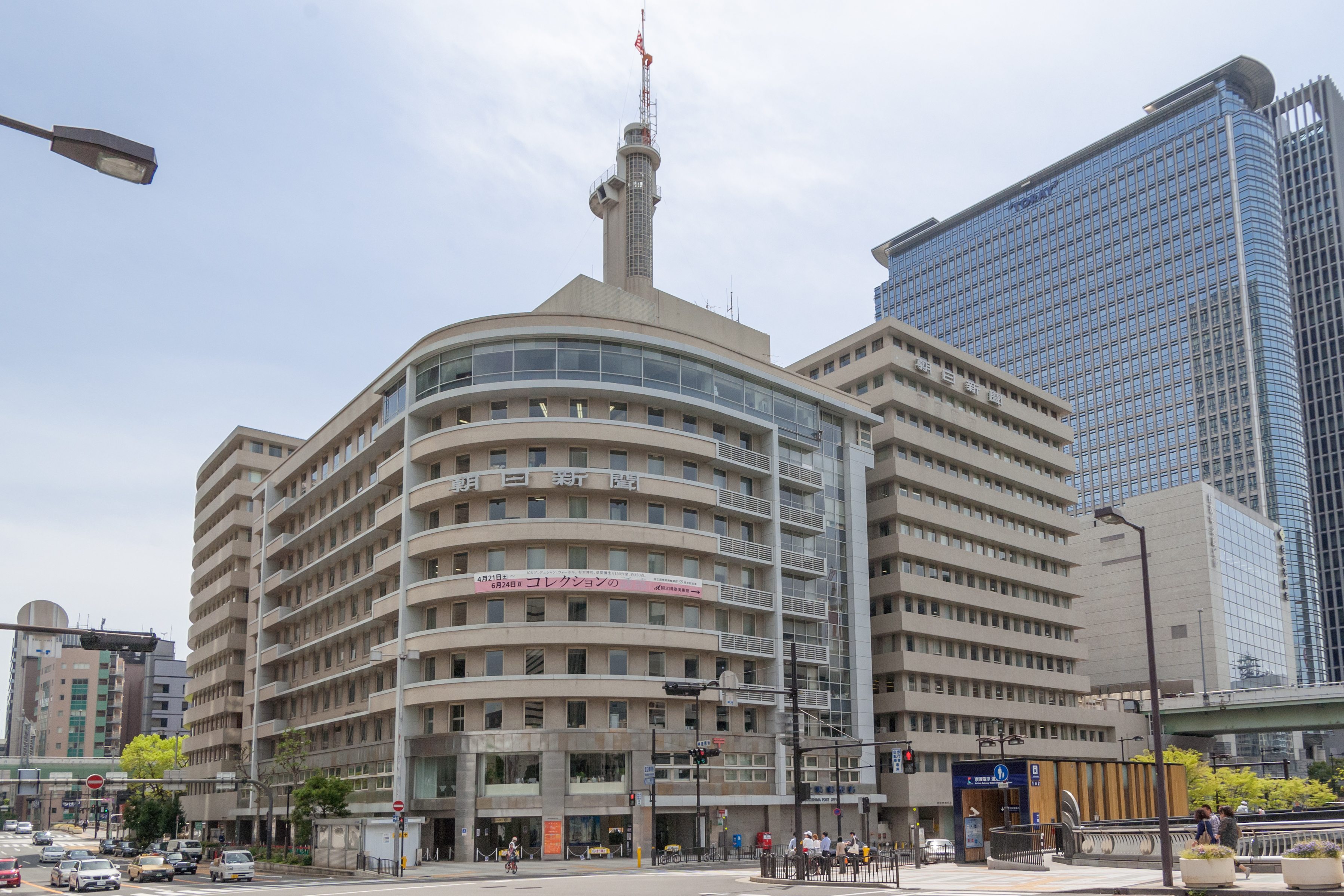
大阪支社が入居した大阪朝日ビル（2012年撮影）。

  - 所在地 : 大阪府大阪市北区中之島3丁目 朝日ビル内
    - 現在の同府同市同区中之島3丁目2番4号 中之島フェスティバルタワー西地区

  - 支社長 : フランシスコ・ロドリゲス、副支社長 : フランシスコ・ロドリゲス・ジュニア

- 名古屋支社
  - 所在地 : 愛知県名古屋市広小路通5丁目 東京銀行名古屋支店3階
    - 現在の同県同市中区錦2丁目17番21号 NTTデータ伏見ビル

  - 支社長 : 坂本一巳

- 九州支社
  - 所在地 : 福岡県福岡市東中洲電停前 日活館ビル内
    - 現在の同県同市博多区中洲5丁目3番8号 ベトナム総領事館

  - 支社長 : フランシス・里見

- 札幌支社
  - 所在地 : 北海道札幌市北2条西3丁目
    - 現在の同道同市中央区北2条西3丁目

  - 支社長 : ピエール・コレアール

## 概要

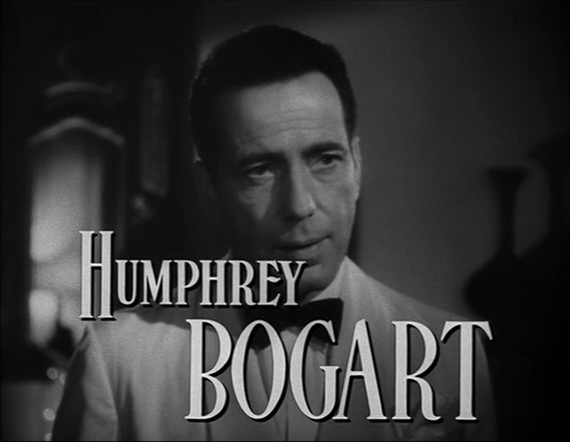
1946年（昭和21年）6月13日に同社が公開した『カサブランカ』（監督マイケル・カーティス、1942年）のハンフリー・ボガート。

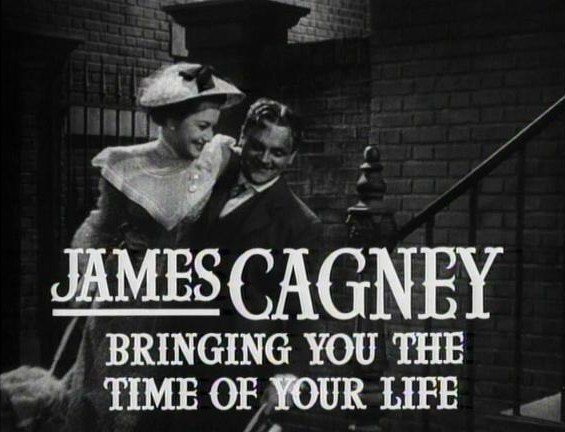
1947年（昭和22年）6月24日に同社が公開した『いちごブロンド』（監督ラオール・ウォルシュ、1941年）のジェームズ・キャグニー。

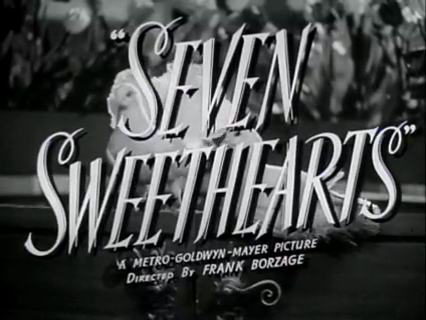
1951年（昭和26年）3月13日に同社が公開した『花の合唱 (コーラス)』（監督フランク・ボーゼイギ、1942年）。

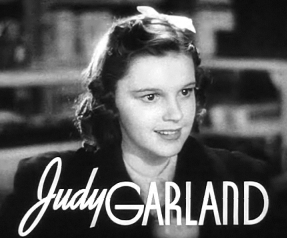
同年5月11日に同社が公開した『初恋合戦』（監督ジョージ・B・サイツ、1938年）のジュディ・ガーランド。

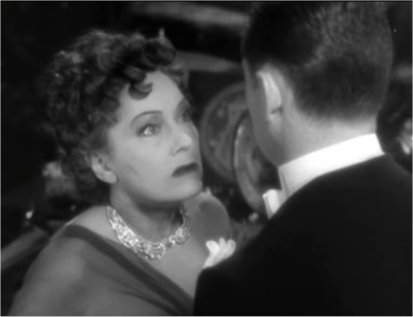
同年10月28日に同社が公開した『サンセット大通り』（監督ビリー・ワイルダー、1950年）のグロリア・スワンソンとウィリアム・ホールデン。

1941年（昭和16年）12月8日、第二次世界大戦において日米開戦、太平洋戦争の開始をもって、アメリカ映画各社の日本支社が一斉閉鎖・解散、アメリカ映画の日本での商業上映は終了した。1945年（昭和20年）8月15日、同戦争が終了し、同年9月2日から日本は連合国の占領下に入った。同年10月2日には連合国軍最高司令官総司令部、いわゆるGHQが設置され、その幕僚部に民間情報教育局（CIE）が置かれ、映画は同局の管轄下に置かれた。同年11月には、アメリカ合衆国国務省が派遣したマイケル・ベルゲルがアメリカから招かれ、ベルゲルはGHQ、国務省および同陸軍省と協議して1946年（昭和21年）1月にセントラル映画社の東京事務所を東京都港区芝田村町2丁目15番地の兼坂ビル（現在の同都同区新橋2丁目5番5号、新橋2丁目MITビル）に設置した。ベルゲルを初代社長として同年2月1日に正式に設立された。
同社による第1回配給作品は、『キューリー夫人』（監督マーヴィン・ルロイ、製作メトロ・ゴールドウィン・メイヤー、1943年）と『春の序曲』（監督フランク・ボーゼイギ、製作ユニヴァーサル映画、1943年製作）で、いずれも同年2月28日に日本劇場（現在のTOHOシネマズ日劇）、日比谷映画劇場（現在跡地にTOHOシネマズシャンテ）等で公開された。ただしこれは戦後公開された最初のアメリカ映画ではなく、前年末の12月6日、戦前に輸入していた『ユーコンの叫び』（監督B・リーヴズ・イースン、製作リパブリック映画、1938年）を日本映画貿易（代表・岸浩）が公開したのが最初であった。
同年、アメリカ映画九社がアメリカ映画輸出協会（MPEA）を設立、同国からの映画の輸出は同協会が一元管理することになり、これを機にベルゲルは数か月で退任し、二代目社長に映画輸出協会から派遣されたチャールズ・メイヤーが就任している。ベルゲルはユニヴァーサル映画極東地域代表に就任した。同社の目的は「アメリカ映画九社作品の日本配給」ということになったが、9社とは、メトロ・ゴールドウィン・メイヤー、ワーナー・ブラザース、パラマウント映画、ユニヴァーサル映画、RKOラジオ映画、コロンビア ピクチャーズ、廿世紀フォックス、ユナイテッド・アーティスツ映画、リパブリック映画を指す。同年9月、同社は、日本の既成映画資本である東宝および松竹に対し、両者の直営館のすべてにおいて同社の配給するアメリカ映画を公開すべく交渉を開始する。この交渉は決裂したが、旧映画法による大映の設立以来、製作部門を失っていた日活との交渉は成立、翌1947年（昭和22年）5月からは、日活の29館の直営館のすべてにおいて、同社の配給するアメリカ映画を上映を開始した。当時の統計によれば、同年10月には、戦後復興した日本全土の映画館は1,903館が存在したが、そのうち529館の興行系統が「セントラル系」となっていた。
「セントラル系」の興行系統にある多くの独立系の映画館が、地名を冠して「セントラル劇場」と名乗った。東京セントラル劇場（のちの五反田日活劇場）、千日前セントラル会館（のちの千日前セントラル）、あるいは地方においても松本セントラル劇場（のちの松本東宝セントラル）、高田セントラルシネマ（現在の高田世界館）、岸和田セントラル劇場等、数多くあった。当時、「セントラル」の語は、イコール「アメリカ映画」「ハリウッド映画」を連想させる語として受け入れられた。地方の独立系映画館が「セントラル系」になった背景には、東宝がヨーロッパ映画の上映チェーンを組織化したこと、松竹も同様にアメリカ映画から撤退したことが挙げられる。
メイヤー体制において、同社本社には、経理部長に妻鳥循雄、宣伝部長に伊勢壽雄、製作部長に高瀬鎮夫、文化部長に高梨義顕が採用されている。妻鳥循雄はのちにパラマウント映画日本支社長（日本法人パラマウント映画副社長）になった人物、伊勢壽雄は戦前のパラマウント映画日本支社で宣伝部長を務め、セントラル設立時には宣伝課長、のちに妻鳥支社長のもとで再設立されたパラマウント映画でふたたび宣伝部長を務め、「映画宣伝マンクラブ」を結成して会長になった人物、高瀬鎮夫は同社でも字幕製作を行っていたがのちに清水俊二、秘田余四郎らとならぶ字幕翻訳家の第一人者となった人物、高梨義顕はのちに映配取締役を務めた人物である。1947年までの時期には、同社レクチャー部にのちの映画評論家、淀川長治が在籍した。
1951年（昭和26年）12月27日には解体された（同月31日とも）。最後に公開されたのは、同年同月18日公開の『十三号桟橋』（監督ロバート・スティーヴンソン、製作RKOラジオ映画、1949年）であった。以降のアメリカ映画は、各社が配給することになった。同年12月27日に公開されたアメリカ映画、『ダラス』（監督スチュアート・ヘイスラー、1950年）、『リオ・グランデの砦』（監督ジョン・フォード、1950年）、『二世部隊』（監督ロバート・ピロッシュ、1951年）、『腰抜け千両役者』（監督ジョージ・マーシャル、1950年）、『アリババと四十人の盗賊』（監督アーサー・ルービン、1944年）は、それぞれ、ワーナー・ブラザース映画、リパブリック映画（共同配給NCC）、メトロ・ゴールドウィン・メイヤー、パラマウント映画、ユニヴァーサル映画の各社の日本法人が直接配給した。
セントラル映画社東京本社の去ったのちの兼坂ビルには、コロンビア映画日本支社、リパブリック映画日本支社、ユナイテッド・アーティスツ映画日本支社、日本RKOラジオ映画が入居した。同社の大阪支社長を務めたフランシスコ・ロドリゲスはコロンビア映画日本支社長に、経理部長を務めた妻鳥循雄はパラマウント映画日本支社長、宣伝部長を務めた伊勢壽雄はパラマウント映画日本支社宣伝部長に、それぞれ就任した。

## 評価
1941年12月以降、終戦まで公開されなかったアメリカ映画を時代を遡って新作とともにランダムに公開した、という功績とともに、1937年（昭和12年）以降1940年代前半にかけて製作されたものと、その10年後に製作されたものが日本の市場を同時に出回るという事態を招いた。1946年度の第20回から再開した「キネマ旬報ベストテン」の外国映画部門には、第1位から第5位までを独占するに至ったが、第5位の『南部の人』は前年製作の新作であったが、第4位の『エイブ・リンカン』は1940年の作品であった。
その後「キネマ旬報ベストテン」の外国映画部門には、1947年度の第21回には9本を送り込んだが、1948年度の第22回にはわずか2本、1949年度の第23回には4本、1950年度の第24回には2本であった。このため同社は、映画評論家はヨーロッパ映画に評価が偏重しアメリカ映画をたたいている、として試写を見せないという対抗策をとったりもした。とくに第24回ベストテンの結果が発表された1951年の初めには、雑誌掲載用のスチル写真提供を停止する強硬措置をとっている。同社は、一貫して、記者に対しても興行主に対しても強硬な姿勢であったため、同社の解体が決定したときには、日本の映画記者たちは快哉を叫んだという。

## おもなフィルモグラフィ
同社が配給した映画作品のうちのおもなものの一覧である。日本での公開日順。製作社名の末尾の年号は製作年。

### 1946年
- 『キューリー夫人』 : 監督マーヴィン・ルロイ、製作メトロ・ゴールドウィン・メイヤー（1943年）、同年2月28日公開
- 『春の序曲』 : 監督フランク・ボーゼイギ、製作ユニヴァーサル映画（1943年）、同年2月28日公開
- 『ラインの監視』 : 監督ハーマン・シュムリン（英語版）、製作ワーナー・ブラザース（1943年）、同年3月28日公開
- 『風雲のベンガル（英語版）』 : 監督シドニー・サルコウ（英語版）、製作リパブリック映画（1938年）、同年4月4日公開
- 『迷へる天使（英語版）』 : 監督ロイ・ローランド（英語版）、製作メトロ・ゴールドウィン・メイヤー（1943年）、同年4月18日公開
- 『エイブ・リンカン』 : 監督ジョン・クロムウェル、製作RKOラジオ映画（1940年）、同年4月18日公開 - 同年度キネマ旬報ベストテン第4位[29]
- 『此の蟲十万弗（英語版）』 : 監督アレクサンダー・ホール、製作コロンビア映画（1944年）、同年5月2日公開
- 『王國の鍵』 : 監督ジョン・M・スタール（英語版）、製作廿世紀フォックス（1944年）、同年5月2日公開
- 『拳銃の町』 : 監督エドウィン・L・マリン（英語版）、製作RKOラジオ映画（1944年）、同年5月2日公開
- 『ルパン登場（英語版）』 : 監督フォード・ビーブ（英語版）、製作ユニヴァーサル映画（1944年）、同年5月16日公開
- 『桃色の旅行鞄（英語版）』 : 監督ルイス・アレン（英語版）、製作パラマウント映画（1944年）、同年5月16日公開
- 『ブロードウェイ』 : 監督バスビー・バークレー、製作メトロ・ゴールドウィン・メイヤー（1941年）、同年5月30日公開
- 『嘆きの白薔薇（英語版）』 : 監督グレゴリー・ラトフ（英語版）、製作コロンビア映画（1941年）、同年5月30日公開
- 『キング・コブラ』英語: Dangerous Journey : 監督アーマンド・デニス（英語版）、ドキュメンタリー映画（1944年）、同年5月30日公開
- 『カサブランカ』 : 監督マイケル・カーティス、製作ワーナー・ブラザース映画（1942年）、同年6月13日公開
- 『淑女と拳骨（英語版）』 : 監督ミッチェル・ライゼン（英語版）、製作パラマウント映画（1943年）、同年6月13日公開
- 『最後の地獄船（英語版）』 : 監督ジョージ・マーシャル（英語版）、製作パラマウント映画（1945年）、同年6月27日公開
- 『呪いの家』 : 監督ルイス・アレン、製作パラマウント映画（1944年）、同年6月27日公開
- 『天使』 : 監督エルンスト・ルビッチ、製作パラマウント映画（1937年）、同年7月4日公開
- 『最後の抱擁（英語版）』 : 監督ジョン・M・スタール、製作ユニヴァーサル映画（1939年）、同年7月4日公開
- 『幽霊紐育を歩く』 : 監督アレクサンダー・ホール、製作コロンビア映画（1944年）、同年7月18日公開
- 『銀嶺セレナーデ（英語版）』 : 監督H・ブルース・ハンバーストン（英語版）、製作廿世紀フォックス（1941年）、同年7月18日公開
- 『追憶（英語版）』 : 監督ヘンリー・キング、製作廿世紀フォックス（1941年）、同年8月1日公開
- 『肉体と幻想』 : 監督ジュリアン・デュヴィヴィエ、製作ユニヴァーサル映画（1943年）、同年8月1日公開
- 『アリゾナ（英語版）』 : 監督ウェズリー・ラッグルス（英語版）、製作コロンビア映画（1940年）、同年8月1日公開
- 『情熱の航路』 : 監督アーヴィング・ラパー（英語版）、製作ワーナー・ブラザース映画（1942年）、同年8月15日公開
- 『悪魔の金（英語版）』 : 監督ウィリアム・ディターレ、製作RKOラジオ映画（1941年）、同年8月15日公開
- 『戀の十日間（英語版）』 : 監督ウィリアム・ディターレ、製作セルズニック・インターナショナル/ユナイテッド・アーティスツ映画（1945年）、同年8月27日公開
- 『旋風大尉（英語版）』 : 監督ロイド・ベーコン、製作廿世紀フォックス（1945年）、同年8月27日公開
- 『運命の饗宴』 : 監督ジュリアン・デュヴィヴィエ、製作廿世紀フォックス（1942年）、同年8月29日公開 - 同年度キネマ旬報ベストテン第2位
- 『生きてゐる死骸（英語版）』 : 監督チャールズ・ヴィダー、製作コロンビア映画（1941年）、同年9月10日公開
- 『我が道を往く』 : 監督レオ・マッケリー、製作パラマウント映画（1944年）、同年10月2日公開 - 同年度キネマ旬報ベストテン第1位
- 『スポイラース』 : 監督レイ・エンライト（英語版）、製作ユニヴァーサル映画（1942年）、同年11月12日公開
- 『緑のそよ風（英語版）』 : 監督ロイ・ローランド、製作メトロ・ゴールドウィン・メイヤー（1945年）、同年12月3日公開
- 『感激の町（英語版）』 : 監督ノーマン・タウログ、製作メトロ・ゴールドウィン・メイヤー（1941年）、同年12月3日公開
- 『疑惑の影』 : 監督アルフレッド・ヒッチコック、製作ユニヴァーサル映画（1942年）、同年12月17日公開 - 同年度キネマ旬報ベストテン第3位
- 『南部の人』 : 監督ジャン・ルノワール、製作ユナイテッド・アーティスツ映画（1945年）、同年12月17日公開 - 同年度キネマ旬報ベストテン第5位[28]
- 『我が心の歌（英語版）』 : 監督ジョー・グレアム、製作ワーナー・ブラザース映画（1942年）、同年12月31日公開

### 1947年
- 『愛のアルバム』 : 監督ジョージ・スティーヴンス、製作コロンビア映画（1941年）、同年1月14日公開
- 『小麦は緑（英語版）』 : 監督アーヴィング・ラパー、製作ワーナー・ブラザース映画（1945年）、同年1月14日公開
- 『征服』 : 監督クラレンス・ブラウン、製作メトロ・ゴールドウィン・メイヤー（1937年）、同年2月11日公開
- 『断崖』 : 監督アルフレッド・ヒッチコック、製作RKOラジオ映画（1941年）、同年2月11日公開 - 同年度キネマ旬報ベストテン第1位
- 『永遠の処女（英語版）』 : 監督エドマンド・グールディング、製作ワーナー・ブラザース映画（1943年）、同年3月11日公開 - 同年度キネマ旬報ベストテン第9位
- 『クリスマスの休暇（英語版）』 : 監督ロバート・シオドマク、製作ユニヴァーサル映画（1944年）、同年3月25日公開
- 『百万人の音楽（英語版）』 : 監督ヘンリー・コスター、製作メトロ・ゴールドウィン・メイヤー（1944年）、同年5月13日公開 - 同年度キネマ旬報ベストテン第5位
- 『四人の息子（英語版）』 : 監督グレゴリー・ラトフ、製作コロンビア映画（1941年）、同年5月27日公開
- 『晴れて今宵は（英語版）』 : 監督ウィリアム・A・サイター、製作コロンビア映画（1942年）、同年5月27日公開
- 『ガス燈』 : 監督ジョージ・キューカー、製作メトロ・ゴールドウィン・メイヤー（1944年）、同年6月3日公開 - 同年度キネマ旬報ベストテン第9位
- 『我等の町』 : 監督サム・ウッド、製作ユナイテッド・アーティスツ映画（1940年）、同年6月10日公開
- 『スイング・ホテル』 : 監督マーク・サンドリッチ、製作パラマウント映画（1942年）、同年6月10日公開
- 『再会（英語版）』 : 監督チャールズ・ヴィダー、製作コロンビア映画（1944年）、同年6月17日公開
- 『ブルックリン横丁』 : 監督エリア・カザン、製作廿世紀フォックス（1945年）、同年6月17日公開 - 同年度キネマ旬報ベストテン第7位
- 『いちごブロンド』 : 監督ラオール・ウォルシュ、製作ワーナー・ブラザース映画（1941年）、同年6月24日公開
- 『美人劇場』 : 監督ロバート・Z・レナード、製作メトロ・ゴールドウィン・メイヤー（1941年）、同年7月1日公開
- 『世界の母（英語版）』 : 監督ダドリー・ニコルズ、製作RKOラジオ映画（1946年）、同年7月1日公開
- 『ローラ殺人事件』 : 監督オットー・プレミンジャー、製作廿世紀フォックス（1944年）、同年7月8日公開
- 『心の旅路』 : 監督マーヴィン・ルロイ、製作メトロ・ゴールドウィン・メイヤー（1942年）、同年7月29日公開 - 同年度キネマ旬報ベストテン第3位
- 『戀愛手帖』 : 監督サム・ウッド、製作RKOラジオ映画（1940年）、同年7月29日公開
- 『鉄腕ジム』 : 監督ラオール・ウォルシュ、製作ワーナー・ブラザース映画（1942年）、同年7月29日公開
- 『町の人気者（英語版）』 : 監督クラレンス・ブラウン、製作メトロ・ゴールドウィン・メイヤー（1943年）、同年8月12日公開 - 同年度キネマ旬報ベストテン第4位
- 『荒野の決闘』 : 監督ジョン・フォード、製作廿世紀フォックス（1946年）、同年8月12日公開 - 同年度キネマ旬報ベストテン第2位
- 『桃色の店』 : 監督エルンスト・ルビッチ、製作メトロ・ゴールドウィン・メイヤー（1940年）、同年8月12日公開
- 『西部を駆ける恋』 : 監督ウィリアム・A・サイター、製作コロンビア映画（1943年）、同年9月2日公開
- 『影なき殺人』 : 監督エリア・カザン、製作廿世紀フォックス（1947年）、同年9月2日公開 - 同年度キネマ旬報ベストテン第8位
- 『焔の女』 : 監督ルネ・クレール、製作ユニヴァーサル映画（1941年）、同年9月30日公開
- 『育ちゆく年（英語版）』 : 監督ヴィクター・サヴィル（英語版）、製作メトロ・ゴールドウィン・メイヤー（1946年）、同年9月30日公開
- 『ジェーン・エア』 : 監督ロバート・スティーヴンソン、製作廿世紀フォックス（1943年）、同年10月7日公開
- 『湖中の女』 : 監督ロバート・モンゴメリー、製作メトロ・ゴールドウィン・メイヤー（1947年）、同年10月14日公開
- 『海を渡る唄（英語版）』 : 監督ブルース・マニング（英語版）、製作ユニヴァーサル映画（1943年）、同年11月11日公開
- 『脱出』 : 監督ハワード・ホークス、製作ワーナー・ブラザース映画（1944年）、同年11月11日公開
- 『凡てこの世も天国も』 : 監督アナトール・リトヴァク、製作ワーナー・ブラザース映画（1940年）、同年11月18日公開
- 『ブーム・タウン』 : 監督ジャック・コンウェイ、製作メトロ・ゴールドウィン・メイヤー（1940年）、同年11月25日公開
- 『マーガレットの旅』 : 監督W・S・ヴァン・ダイク、製作メトロ・ゴールドウィン・メイヤー（1942年）、同年12月11日公開
- 『失われた週末』 : 監督ビリー・ワイルダー、製作パラマウント映画（1945年）、同年12月30日公開 - 1948年度キネマ旬報ベストテン第8位

### 1948年
- 『愛のあけぼの（英語版）』 : 監督アーヴィング・ピシェル（英語版）、製作パラマウント映画（1944年）、同年1月27日公開
- 『冒険』 : 監督ヴィクター・フレミング、製作メトロ・ゴールドウィン・メイヤー（1945年）、同年1月27日公開
- 『ニュウ・ムウン』 : 監督ロバート・Z・レナード、製作メトロ・ゴールドウィン・メイヤー（1940年）、同年2月10日公開
- 『フィラデルフィア物語』 : 監督ジョージ・キューカー、製作メトロ・ゴールドウィン・メイヤー（1940年）、同年2月10日公開
- 『踊る結婚式（英語版）』 : 監督シドニー・ランフィールド（英語版）、製作コロンビア映画（1941年)、同年2月10日公開
- 『風を起す女（英語版）』 : 監督アーヴィング・カミングス、製作コロンビア映画（1943年)、同年2月24日公開
- 『アンナとシャム王』 : 監督ジョン・クロムウェル、製作廿世紀フォックス（1946年）、同年3月9日公開
- 『快傑ゾロ』 : 監督ルーベン・マムーリアン、製作廿世紀フォックス（1940年）、同年3月23日公開
- 『ミネソタの娘』 : 監督ヘンリー・C・ポッター（英語版）、製作RKOラジオ映画（1947年）、同年4月2日公開
- 『ガリヴァー旅行記』 : 監督デイヴ・フライシャー、製作フライシャー・スタジオ＝パラマウント映画（1939年）、同年4月6日公開
- 『凸凹スパイ騒動（英語版）』 : 監督S・シルヴァン・サイモン（英語版）、製作メトロ・ゴールドウィン・メイヤー（1942年）、同年4月13日公開
- 『ハリウッド玉手箱』 : 監督デルマー・デイヴィス、製作ワーナー・ブラザース映画（1944年）、同年4月22日公開
- 『奥様は顔が二つ』 : 監督ジョージ・キューカー、製作メトロ・ゴールドウィン・メイヤー（1941年）、同年4月27日公開
- 『センチメンタル・ジャーニー』 : 監督ウォルター・ラング、製作廿世紀フォックス（1946年）、同年5月4日公開
- 『カナリヤ姫（英語版）』 : 監督ノーマン・クラスナー、製作ワーナー・ブラザース映画（1943年）、同年5月25日公開
- 『我等の生涯の最良の年』 : 監督ウィリアム・ワイラー、製作サミュエル・ゴールドウィン・カンパニー＝RKOラジオ映画（1946年）、同年6月1日公開 - 同年度キネマ旬報ベストテン第2位
- 『ゾラの生涯』 : 監督ウィリアム・ディターレ、製作ワーナー・ブラザース映画（1937年）、同年6月1日公開
- 『愛の勝利』 : 監督エドマンド・グールディング、製作ワーナー・ブラザース映画（1939年）、同年6月8日公開
- 『青春一座』 : 監督バスビー・バークレー、製作メトロ・ゴールドウィン・メイヤー（1939年）、同年6月8日公開
- 『聖メリイの鐘』 : 監督レオ・マッケリー、製作RKOラジオ映画（1945年）、同年7月27日公開
- 『まごころ（英語版）』 : 監督カーティス・バーンハート（英語版）、製作ワーナー・ブラザース映画（1946年）、同年7月27日公開
- 『芸人ホテル』 : 監督ティム・フェーラン、製作RKOラジオ映画（1944年）、同年8月10日公開
- 『赤い家』 : 監督デルマー・デイヴィス、製作ユナイテッド・アーティスツ映画（1947年）、同年8月24日公開
- 『ホノルル航路（英語版）』 : 監督ウィリアム・A・サイター、製作ユニヴァーサル映画（1940年）、同年9月7日公開
- 『結婚五年目』 : 監督プレストン・スタージェス、製作パラマウント映画（1942年）、同年9月21日公開
- 『ステート・フェア』 : 監督ウォルター・ラング、製作廿世紀フォックス（1945年）、同年9月21日公開
- 『毒薬と老嬢』 : 監督フランク・キャプラ、製作ワーナー・ブラザース映画（1944年）、同年9月28日公開
- 『カンサス騎兵隊』 : 監督マイケル・カーティス、製作ワーナー・ブラザース映画（1940年）、同年10月5日公開
- 『遥かなる我が子』 : 監督ミッチェル・ライゼン、製作パラマウント映画（1946年）、同年10月26日公開
- 『嘘つきお嬢さん（英語版）』 : 監督ヘンリー・コスター、製作メトロ・ゴールドウィン・メイヤー（1946年）、同年11月2日公開
- 『偉大な嘘』 : 監督エドマンド・グールディング、製作ワーナー・ブラザース映画（1941年）、同年11月16日公開
- 『パーキントン夫人』 : 監督テイ・ガーネット、製作メトロ・ゴールドウィン・メイヤー（1944年）、同年11月16日公開
- 『暗い鏡』 : 監督ロバート・シオドマク、製作ユニヴァーサル映画（1946年）、同年11月30日公開
- 『三十四丁目の奇蹟』 : 監督ジョージ・シートン、製作廿世紀フォックス（1947年）、同年11月30日公開
- 『旧友』 : 監督ヴィンセント・シャーマン（英語版）、製作ワーナー・ブラザース映画（1943年）、同年12月7日公開
- 『裸の町』 : 監督ジュールス・ダッシン、製作ユニヴァーサル映画（1948年）、同年12月28日公開 - 1949年度キネマ旬報ベストテン第5位

### 1949年
- 『青きダニューヴの夢（英語版）』 : 監督ヘンリー・コスター、製作ユニヴァーサル映画（1940年）、同年1月11日公開
- 『淑女の求愛（英語版）』 : 監督ミッチェル・ライゼン、製作コロンビア映画（1942年）、同年1月11日公開
- 『拳銃街道（英語版）』 : 監督レイ・エンライト、製作RKOラジオ映画（1947年）、同年1月11日公開
- 『女性No.1』 : 監督ジョージ・スティーヴンス、製作メトロ・ゴールドウィン・メイヤー（1942年）、同年1月25日公開
- 『卵と私』 : 監督チェスター・アースキン（英語版）、製作ユニヴァーサル映画（1947年）、同年1月25日公開
- 『愛の調べ』 : 監督クラレンス・ブラウン、製作メトロ・ゴールドウィン・メイヤー（1947年）、同年2月1日公開
- 『らせん階段』 : 監督ロバート・シオドマク、製作RKOラジオ映画（1946年）、同年2月15日公開
- 『アラスカ珍道中』 : 監督ハル・ウォーカー、製作パラマウント映画（1946年）、同年2月17日公開
- 『大地は怒る（英語版）』 : 監督ヴィクター・サヴィル、製作メトロ・ゴールドウィン・メイヤー（1947年）、同年2月21日公開
- 『盗まれた青春（英語版）』 : 監督カーティス・バーンハート、製作ワーナー・ブラザース映画（1946年）、同年3月1日公開
- 『ジェキル博士とハイド氏』 : 監督ヴィクター・フレミング、製作メトロ・ゴールドウィン・メイヤー（1941年）、同年3月20日公開
- 『哀愁』 : 監督マーヴィン・ルロイ、製作メトロ・ゴールドウィン・メイヤー（1940年）、同年3月22日公開
- 『打撃王』 : 監督サム・ウッド、製作サミュエル・ゴールドウィン・カンパニー＝RKOラジオ映画（1942年）、同年3月22日公開
- 『西部魂』 : 監督フリッツ・ラング、製作廿世紀フォックス（1941年）、同年3月22日公開
- 『二人の青春』 : 監督ジョージ・B・サイツ（英語版）、製作メトロ・ゴールドウィン・メイヤー（1941年）、同年4月19日公開
- 『幽霊と未亡人』 : 監督ジョーゼフ・L・マンキーウィッツ、製作廿世紀フォックス（1947年）、同年4月26日公開
- 『ママの想い出（英語版）』 : 監督ジョージ・スティーヴンス、製作RKOラジオ映画（1948年）、同年4月26日公開 - 同年度キネマ旬報ベストテン第3位
- 『影なき男の影』 : 監督W・S・ヴァン・ダイク、製作メトロ・ゴールドウィン・メイヤー（1941年）、同年5月3日公開
- 『女の顔』 : 監督ジョージ・キューカー、製作メトロ・ゴールドウィン・メイヤー（1941年）、同年5月10日公開
- 『ミニヴァー夫人』 : 監督ウィリアム・ワイラー、製作メトロ・ゴールドウィン・メイヤー（1942年）、同年5月10日公開
- 『聖処女』 : 監督ヘンリー・キング、製作廿世紀フォックス（1943年）、同年5月14日公開
- 『下町天国（英語版）』  : 監督リチャード・ウォーフ（英語版）、製作メトロ・ゴールドウィン・メイヤー（1947年）、同年5月17日公開
- 『出獄』 : 監督ヘンリー・ハサウェイ、製作廿世紀フォックス（1948年）、同年5月17日公開
- 『ドリアン・グレイの肖像（英語版）』 : 監督アルバート・リューイン（英語版）、製作メトロ・ゴールドウィン・メイヤー（1945年）、同年5月24日公開
- 『黄金』 : 監督ジョン・ヒューストン、製作ワーナー・ブラザース映画（1948年）、同年5月24日公開 - 同年度キネマ旬報ベストテン第8位
- 『南米珍道中』 : 監督ノーマン・Z・マクロード（英語版）、製作パラマウント映画（1947年）、同年5月31日公開
- 『恋愛十字路（英語版）』 : 監督グレゴリー・ラ・カヴァ、製作ユニヴァーサル映画（1941年）、同年6月14日公開
- 『子鹿物語』 : 監督クラレンス・ブラウン、製作メトロ・ゴールドウィン・メイヤー（1946年）、同年6月14日公開 - 同年度キネマ旬報ベストテン第9位
- 『大草原』 : 監督エリア・カザン、製作メトロ・ゴールドウィン・メイヤー（1947年）、同年6月14日公開
- 『独身者と女学生（英語版）』 : 監督アーヴィング・ライス（英語版）、製作RKOラジオ映画（1947年）、同年6月14日公開
- 『秘めたる心（英語版）』 : 監督ロバート・Z・レナード、製作メトロ・ゴールドウィン・メイヤー（1946年）、同年6月21日公開
- 『私はあなたのもの（英語版）』 : 監督ウィリアム・A・サイター、製作ユニヴァーサル映画（1947年）、同年6月21日公開
- 『楽聖ショパン』 : 監督チャールズ・ヴィダー、製作コロンビア映画（1944年）、同年7月12日公開
- 『ドーヴァーの白い崖』 : 監督クラレンス・ブラウン、製作メトロ・ゴールドウィン・メイヤー（1944年）、同年8月16日公開
- 『ギルダ』 : 監督チャールズ・ヴィダー、製作コロンビア映画（1946年）、同年8月23日公開
- 『ブラジル』 : 監督ジョセフ・サントリー（英語版）、製作リパブリック映画（1944年）、同年9月6日公開
- 『拳銃無宿』 : 監督ジェームズ・エドワード・グラント 、製作リパブリック映画（1947年）、同年9月6日公開
- 『扉の陰の秘密』 : 監督フリッツ・ラング、製作ユニヴァーサル映画（1948年）、同年9月6日公開
- 『宿なしハックの冒険（英語版）』 : 監督リチャード・ソープ、製作メトロ・ゴールドウィン・メイヤー（1939年）、同年9月13日公開
- 『鉄のカーテン』 : 監督ウィリアム・A・ウェルマン、製作製作廿世紀フォックス（1948年）、同年9月13日公開
- 『モホークの太鼓』 : 監督ジョン・フォード、製作廿世紀フォックス（1939年）、同年9月20日公開
- 『怒涛の果て』 : 監督エドワード・ルドウィグ、製作リパブリック映画（1948年）、同年9月20日公開
- 『ユーモレスク』 : 監督ジーン・ネグレスコ、製作ワーナー・ブラザース映画（1946年）、同年10月18日公開
- 『汚名』 : 監督アルフレッド・ヒッチコック、製作RKOラジオ映画（1946年）、同年11月1日公開
- 『美しき被告（英語版）』 : 監督ウィリアム・ディターレ、製作パラマウント映画（1949年）、同年11月1日公開
- 『ニノチカ』 : 監督エルンスト・ルビッチ、製作メトロ・ゴールドウィン・メイヤー（1939年）、同年11月8日公開
- 『隠れた眼（英語版）』 : 監督リチャード・ウォーフ、製作メトロ・ゴールドウィン・メイヤー（1945年）、同年11月8日公開
- 『妖花』 : 監督テイ・ガーネット、製作ユニヴァーサル映画（1940年）、同年11月22日公開
- 『奥様武勇伝』 : 監督ジャック・コンウェイ、製作メトロ・ゴールドウィン・メイヤー（1948年）、同年11月29日公開
- 『夜は千の眼を持つ（英語版）』 : 監督ジョン・ファロー、製作パラマウント映画（1948年）、同年12月4日公開
- 『進め幌馬車（英語版）』 : 監督フランク・マクドナルド（英語版）、製作リパブリック映画（1945年）、同年12月6日公開
- 『花嫁の季節（英語版）』 : 監督ブレティン・ウィンダスト（英語版）、製作ワーナー・ブラザース映画（1948年）、同年12月13日公開
- 『若草物語』 : 監督マーヴィン・ルロイ、製作メトロ・ゴールドウィン・メイヤー（1949年）、同年12月27日公開

### 1950年
- 『夜の悪魔』 : 監督ロバート・シオドマク、製作ユニヴァーサル映画（1943年）、同年1月14日公開
- 『ママの新婚旅行（英語版）』 : 監督クロード・ビニヨン（英語版）、製作ユニヴァーサル映画（1948年）、同年1月22日公開
- 『愛憎の曲（英語版）』 : 監督アーヴィング・ラパー、製作ワーナー・ブラザース映画（1946年）、同年2月7日公開
- 『殺人幻想曲』 : 監督プレストン・スタージェス、製作廿世紀フォックス（1948年）、同年2月7日公開
- 『イースター・パレード』 : 監督チャールズ・ウォルターズ、製作メトロ・ゴールドウィン・メイヤー（1948年）、同年2月14日公開
- 『哀しみの戀』 : 監督オットー・プレミンジャー、製作廿世紀フォックス（1947年）、同年2月20日公開
- 『サラトガ本線』 : 監督サム・ウッド、製作ワーナー・ブラザース映画（1945年）、同年3月1日公開
- 『蛇の穴』 : 監督アナトール・リトヴァク、製作廿世紀フォックス（1948年）、同年3月7日公開
- 『荒原の女（英語版）』 : 監督ノーマン・フォスター、製作RKOラジオ映画（1948年）、同年3月14日公開
- 『アラビアン・ナイト（英語版）』 : 監督ジョン・ローリンズ（英語版）、製作ユニヴァーサル映画（1942年）、同年3月21日公開
- 『サンマー・ホリデイ（英語版）』 : 監督ルーベン・マムーリアン、製作メトロ・ゴールドウィン・メイヤー（1948年）、同年4月11日公開
- 『サン・アントニオ（英語版）』 : 監督デイヴィッド・バトラー、製作ワーナー・ブラザース映画（1945年）、同年4月25日公開
- 『暗黒街の巨頭』 : 監督エリオット・ニュージェント（英語版）、製作パラマウント映画（1949年）、同年5月9日公開
- 『死の谷』 : 監督ラオール・ウォルシュ、製作ワーナー・ブラザース映画（1949年）、同年5月9日公開
- 『三人の妻への手紙』 : 監督ジョーゼフ・L・マンキーウィッツ、製作廿世紀フォックス（1949年）、同年5月9日公開 - 同年度キネマ旬報ベストテン第3位
- 『マルクス兄弟珍サーカス（英語版）』 : 監督エドワード・バゼル（英語版）、製作メトロ・ゴールドウィン・メイヤー（1939年）、同年5月23日公開
- 『婿探し千万弗』 : 監督バスビー・バークレー、製作ワーナー・ブラザース映画（1946年）、同年5月23日公開
- 『山荘物語（英語版）』 : 監督リチャード・ソープ、製作メトロ・ゴールドウィン・メイヤー（1949年）、同年6月2日公開
- 『銃弾』 : 監督レスリー・セランダー（英語版）、製作ユナイテッド・アーティスツ映画（1943年）、同年6月6日公開
- 『腰抜け顔役（英語版）』 : 監督シドニー・ランフィールド、製作パラマウント映画（1949年）、同年6月13日公開
- 『アマゾンの美女』 : 監督ジョン・H・オーア（英語版）、製作リパブリック映画（1948年）、同年6月20日公開
- 『風変りな恋（英語版）』 : 監督リチャード・ヘイデン、製作パラマウント映画（1948年）、同年6月20日公開
- 『海の征服者』 : 監督ヘンリー・キング、製作廿世紀フォックス（1942年）、同年6月23日公開
- 『ブロンディ仲人の巻（英語版）』 : 監督フランク・R・ストレイヤー（英語版）、製作コロンビア映画（1940年）、同年6月27日公開
- 『凸凹ハレムの巻（英語版）』 : 監督チャールズ・F・ライスナー（英語版）、製作メトロ・ゴールドウィン・メイヤー（1944年）、同年6月27日公開
- 『ジャンヌ・ダーク』 : 監督ヴィクター・フレミング、製作RKOラジオ映画（1948年）、同年6月30日公開
- 『帰郷』 : 監督マーヴィン・ルロイ、製作メトロ・ゴールドウィン・メイヤー（1948年）、同年7月14日公開
- 『星は輝く（英語版）』 : 監督ヘンリー・コスター、製作廿世紀フォックス（1949年）、同年7月15日公開
- 『ダコタ荒原』 : 監督ジョセフ・ケイン、製作リパブリック映画（1945年）、同年7月25日公開
- 『アダム氏とマダム』 : 監督ジョージ・キューカー、製作メトロ・ゴールドウィン・メイヤー（1949年）、同年7月28日公開
- 『マルクスの二挺拳銃』 : 監督エドワード・バゼル、製作メトロ・ゴールドウィン・メイヤー（1940年）、同年8月5日公開
- 『ボヴァリー夫人』 : 監督ヴィンセント・ミネリ、製作メトロ・ゴールドウィン・メイヤー（1949年）、同年8月14日公開
- 『ヨーク軍曹』 : 監督ハワード・ホークス、製作ワーナー・ブラザース映画（1941年）、同年9月15日公開
- 『ジョルスン物語』 : 監督アルフレッド・E・グリーン（英語版）/ジョセフ・H・ルイス、製作コロンビア映画（1946年）、同年9月22日公開
- 『賭博の町（英語版）』 監督ラオール・ウォルシュ、製作ワーナー・ブラザース映画（1948年）、同年9月26日公開
- 『ママは大学一年生（英語版）』 : 監督ロイド・ベーコン、製作廿世紀フォックス（1949年）、同年9月26日公開
- 『戦場』 : 監督ウィリアム・A・ウェルマン、製作メトロ・ゴールドウィン・メイヤー（1949年）、同年10月6日公開
- 『ドン・ファンの冒険（英語版）』 : 監督ヴィンセント・シャーマン、製作ワーナー・ブラザース映画（1949年）、同年10月10日公開
- 『失われた心』 : 監督カーティス・バーンハート、製作ワーナー・ブラザース映画（1947年）、同年10月17日公開
- 『恋ごころ（英語版）』 : 監督フレデリック・デ・コルドヴァ（英語版）、製作ユニヴァーサル映画（1948年）、同年10月31日公開
- 『頭上の敵機』 : 監督ヘンリー・キング、製作廿世紀フォックス（1949年）、同年11月14日公開
- 『大時計』 : 監督ジョン・ファロー、製作パラマウント映画（1948年）、同年11月14日公開
- 『女相続人』 : 監督ウィリアム・ワイラー、製作パラマウント映画（1949年）、同年11月21日公開 - 同年度キネマ旬報ベストテン第10位
- 『天国の怒り』 : 監督W・S・ヴァン・ダイク、製作メトロ・ゴールドウィン・メイヤー（1941年）、同年12月5日公開
- 『火の女』 : 監督ジョージ・キューカー、製作メトロ・ゴールドウィン・メイヤー（1942年）、同年12月8日公開
- 『月光の女』 : 監督ウィリアム・ワイラー、製作ワーナー・ブラザース映画（1940年）、同年12月14日公開
- 『森林警備隊（英語版）』 : 監督ジョージ・マーシャル、製作パラマウント映画（1942年）、同年12月17日公開
- 『ひばり（英語版）』 : 監督マーク・サンドリッチ、製作パラマウント映画（1941年）、同年12月21日公開
- 『炎の街』 : 監督ジョセフ・ケイン（英語版）、製作リパブリック映画（1945年）、同年12月27日公開
- 『西部の王者』 : 監督ウィリアム・A・ウェルマン、製作廿世紀フォックス（1944年）、同年12月28日公開
- 『わが谷は緑なりき』 : 監督ジョン・フォード、製作廿世紀フォックス（1941年）、同年12月29日公開 - 1951年度キネマ旬報ベストテン第3位
- 『摩天楼』: 監督キング・ヴィダー、製作ワーナー・ブラザース映画（1949年）、同年12月31日公開

### 1951年
- 『裏街』 : 監督ロバート・スティーヴンソン、製作ユニヴァーサル映画（1941年）、同年1月10日公開
- 『マルタの鷹』 : 監督ジョン・ヒューストン、製作ワーナー・ブラザース映画（1941年）、同年1月10日公開
- 『夜も昼も（英語版）』 : 監督マイケル・カーティス、製作ワーナー・ブラザース映画（1946年）、同年1月11日公開
- 『バッタ君町に行く』 : 監督デイヴ・フライシャー、製作フライシャー・スタジオ＝パラマウント映画（1941年）、同年1月24日公開
- 『剣なき闘い（英語版）』 : 監督ウィリアム・ディターレ、製作メトロ・ゴールドウィン・メイヤー（1942年）、同年1月31日公開
- 『花嫁売ります（英語版）』 : 監督ウィリアム・D・ラッセル（英語版）、製作RKOラジオ映画（1949年）、同年2月8日公開
- 『風車の秘密（英語版）』 : 監督リチャード・ソープ、製作メトロ・ゴールドウィン・メイヤー（1945年）、同年2月14日公開
- 『一ダースなら安くなる』 : 監督ウォルター・ラング、製作廿世紀フォックス（1950年）、同年2月16日公開
- 『科学者ベル（英語版）』 : 監督アーヴィング・カミングス、製作廿世紀フォックス（1939年）、同年2月20日公開
- 『奥様は魔女』 : 監督ルネ・クレール、製作パラマウント映画（1942年）、同年3月6日公開
- 『若草の頃』 : 監督ヴィンセント・ミネリ、製作メトロ・ゴールドウィン・メイヤー（1944年）、同年3月6日公開
- 『特ダネ女史（英語版）』 : 監督エドワード・バゼル、製作コロンビア映画（1950年）、同年3月6日公開
- 『花の合唱（英語版）』 : 監督フランク・ボーゼイギ、製作メトロ・ゴールドウィン・メイヤー（1942年）、同年3月13日公開
- 『大編隊（英語版）』 : 監督フランク・ボーゼイギ、製作メトロ・ゴールドウィン・メイヤー（1940年）、同年3月20日公開
- 『熱砂の秘密』 : 監督ビリー・ワイルダー、製作パラマウント映画（1943年）、同年4月3日公開
- 『ネヴァダ男（英語版）』 : 監督エドワード・キリー（ドイツ語版）、製作RKOラジオ映画（1944年）、同年4月3日公開
- 『サハラ戦車隊』 : 監督ゾルタン・コルダ（英語版）、製作コロンビア映画（1943年）、同年4月10日公開
- 『幽霊は臆病者（英語版）』 : 監督ジュールス・ダッシン、製作メトロ・ゴールドウィン・メイヤー（1944年）、同年4月10日公開
- 『幻の女』 : 監督ロバート・シオドマク、製作ユニヴァーサル映画（1944年）、同年4月17日公開
- 『囁きの木陰（英語版）』 : 監督ミッチェル・ライゼン、製作パラマウント映画（1940年）、同年4月24日公開
- 『北西への道』 : 監督キング・ヴィダー、製作メトロ・ゴールドウィン・メイヤー（1940年）、同年5月8日公開
- 『初恋合戦』 : 監督ジョージ・B・サイツ、製作メトロ・ゴールドウィン・メイヤー（1938年）、同年5月11日公開
- 『地獄への道』 : 監督ヘンリー・キング、製作廿世紀フォックス（1939年）、同年5月29日公開
- 『スイングの少女』 : 監督リチャード・ソープ、製作メトロ・ゴールドウィン・メイヤー（1948年）、同年5月29日公開
- 『懐しのスワニー（英語版）』 : 監督シドニー・ランフィールド、製作廿世紀フォックス（1939年）、同年6月12日公開
- 『踊る海賊』 : 監督ヴィンセント・ミネリ、製作メトロ・ゴールドウィン・メイヤー（1948年）、同年6月19日公開
- 『緑園の天使』 : 監督クラレンス・ブラウン、製作メトロ・ゴールドウィン・メイヤー（1944年）、同年7月19日公開
- 『情熱の狂想曲』 : 監督マイケル・カーティス、製作ワーナー・ブラザース映画（1950年）、同年7月24日公開
- 『大雷雨』 : 監督ラオール・ウォルシュ、製作ワーナー・ブラザース映画（1941年）、同年8月7日公開
- 『渡洋爆撃隊』 : 監督マイケル・カーティス、製作ワーナー・ブラザース映画（1944年）、同年8月7日公開
- 『踊る大紐育』 : 監督スタンリー・ドーネン/ジーン・ケリー、製作メトロ・ゴールドウィン・メイヤー（1949年）、同年8月24日公開
- 『ガラスの動物園（英語版）』 : 監督アーヴィング・ラパー、製作ワーナー・ブラザース映画（1950年）、同年9月11日公開
- 『イヴの総て』 : 監督ジョゼフ・L・マンキーウィッツ、製作廿世紀フォックス（1950年）、同年9月16日公開 - 同年度キネマ旬報ベストテン第1位
- 『折れた矢』 : 監督デルマー・デイヴィス、製作廿世紀フォックス（1950年）、同年9月21日公開
- 『ロッキーの春風』 : 監督アーヴィング・カミングス、製作廿世紀フォックス（1942年）、同年10月2日公開
- 『アニーよ銃をとれ』 : 監督ジョージ・シドニー、製作メトロ・ゴールドウィン・メイヤー（1950年）、同年10月5日公開
- 『デュバリイは貴婦人（英語版）』 : 監督ロイ・デル・ルース（英語版）、製作製作メトロ・ゴールドウィン・メイヤー（1943年）、同年10月9日公開
- 『北大西洋』 : 監督ロイド・ベーコン、製作ワーナー・ブラザース映画（1942年）、同年10月14日公開
- 『無法者の群』 : 監督マイケル・カーティス、製作ワーナー・ブラザース映画（1939年）、同年10月19日公開
- 『コロラド』 : 監督ヘンリー・レヴィン、製作コロンビア映画（1948年）、同年10月19日公開
- 『男性都市（英語版）』 : 監督ルイス・セイラー（英語版）、製作ユニヴァーサル映画（1942年）、同年10月23日公開
- 『サンセット大通り』 : 監督ビリー・ワイルダー、製作パラマウント映画（1950年）、同年10月28日公開 - 同年度キネマ旬報ベストテン第2位
- 『黄色いリボン』 : 監督ジョン・フォード、製作RKOラジオ映画（1949年）、同年11月2日公開
- 『今宵よ永遠に（英語版）』 : 監督ヴィクター・サヴィル、製作コロンビア映画（1945年）、同年11月20日公開
- 『塵に咲く花』 : 監督マーヴィン・ルロイ、製作メトロ・ゴールドウィン・メイヤー（1941年）、同年11月30日公開
- 『愛馬トリッガー（英語版）』 : 監督フランク・マクドナルド、製作リパブリック映画（1946年）、同年12月11日公開
- 『十三号桟橋（英語版）』 : 監督ロバート・スティーヴンソン、製作RKOラジオ映画（1949年）、同年12月18日公開

## セントラル劇場
同社は映画館の経営を行わなかったが、同社の興行系統「セントラル系」にある、日本全国の独立系映画館が地名を冠して「セントラル劇場」と名乗ることを許した。下記は、1951年に発行された『映画年鑑 1951』の「映画館総覧」の章に掲載された映画館のうち、興行系統が「セントラル系」であるかアメリカ映画を上映した「セントラル劇場」の一覧である（1950年10月時点全39館、所在地は当時のもの）。
- 東京セントラル劇場（のちの五反田日活劇場） : 東京都品川区五反田2丁目365番地（現在の西五反田2丁目7番10号）、セントラル系一番館（1971年閉館）
- 横須賀セントラル劇場（のちの横須賀にっかつ劇場） : 神奈川県横須賀市若松町3丁目14番地、セントラル系（1989年閉館）
- 平塚セントラル劇場 : 神奈川県平塚市須賀町1488番地、セントラル系
- 水海道セントラル劇場 : 茨城県結城郡水海道町（現在の同県常総市）、セントラル系
- 水戸セントラル劇場（1960年に水戸東映映画劇場と改称、のちの水戸東映シネマ） : 茨城県水戸市黒羽根町312番地、セントラル系（⇒東京映画配給・新東宝、1954年3月10日全焼・9月15日再建、2006年2月10日閉館）[注 1]
- 前橋セントラル劇場（のちの前橋文化映画劇場） : 群馬県前橋市田中町82番地、セントラル系（2000年9月30日閉館）
- 桐生セントラル劇場（のちの桐生第二東映） : 群馬県桐生市高砂町289番地、セントラル系

- 花巻セントラル劇場（のちの花巻東宝劇場） : 岩手県稗貫郡花巻町（現在の同県花巻市）289番地、セントラル系
- 秋田セントラル劇場（のちの秋田新東宝および秋田ムービーセンター、戦前の日東館） : 秋田県秋田市茶町梅ノ丁、セントラル系

- 松本セントラル劇場（のちの松本東宝セントラル） : 長野県松本市西堀町314番地（現在の同県同市大手2丁目9番23号）、アメリカ映画専門館（のちに関東東宝興行が経営、2004年10月24日閉館）
- 岡谷セントラルシネマ（のちの岡谷セントラル劇場および岡谷中央劇場） : 長野県岡谷市中央通、アメリカ映画専門館
- 沼津セントラル劇場 : 静岡県沼津市大手町200番地、セントラル系
- 清水セントラル劇場 : 静岡県清水市（現在の同県静岡市清水区）相生町35番地、セントラル系
- 三島セントラル劇場 : 静岡県三島市小中島1922番地、セントラル系26番館
- 岐阜セントラル映画劇場（のちの岐阜セントラル劇場） : 岐阜県岐阜市神田町、セントラル系（のちにストリップ化）
- 高田セントラルシネマ（のちの高田日活、現在の高田世界館） : 新潟県高田市（現在の同県上越市）本町6番地、セントラル系
- 高岡セントラル劇場（のちの高岡大和劇場） : 富山県高岡市末広町1023番地、セントラル系 (『まんが道』に登場)

- 千日前セントラル会館（のちの千日前セントラル） : 大阪府大阪市浪速区河原町2丁目1515番地（現在の同府同市中央区難波千日前9-11）、セントラル系一番館（2006年9月15日閉館）
- 岸和田セントラル劇場（のちの岸和田東宝セントラル劇場） : 大阪府岸和田市宮本町 岸和田駅前、セントラル系五番館（1975年閉館）
- 守口セントラル劇場 : 大阪府守口市滝井西町1番地、セントラル系番外
- 神戸セントラル会館（のちの神戸太陽会館） : 兵庫県神戸市琴緒町3番地（現在の同県同市中央区）、セントラル系
- 奈良セントラル劇場（のちの奈良日活） : 奈良県奈良市角振町、セントラル系（1947年2月新設開館）
- 和歌山セントラル劇場 : 和歌山県和歌山市北ノ新地、アメリカ映画専門館
- 田辺セントラル劇場（のちの田辺ハリウッド劇場および田辺東映劇場） : 和歌山県田辺市東本町4番地、アメリカ映画専門館

- 尾道セントラル劇場（のちの尾道会館） : 広島県尾道市久保町、セントラル系および東京映画配給系（戦前は偕楽座、1962年閉館）
- 三原セントラル映画劇場（のちの三原大映および三原帝国劇場） : 広島県三原市港町2235番地9号、セントラル系
- 岡山セントラル映画劇場（のちの岡山セントラル劇場） : 岡山県岡山市東中山下100番地（現在の同県同市北区中山下1丁目10番30号）、セントラル系（1971年12月19日新改築、福武観光経営、1991年9月27日閉館）
- 山口セントラル映画劇場 : 山口県山口市道場門前町、アメリカ映画専門館
- 岩国セントラル劇場（のちの岩国ニューセントラル） : 山口県岩国市駅前通（現在の同県同市麻里布町2丁目4番24号）、アメリカ映画専門館（2012年9月29日休館）
- 徳山セントラル劇場（のちの徳山東宝） : 山口県徳山市浦石2128番地（現在の同県周南市速玉町）、アメリカ映画専門館
- 下関セントラル劇場（のちの下関松竹） : 山口県下関市豊前田町、アメリカ映画専門館
- 宇部セントラル劇場（のちの宇部銀映座および宇部ピカデリー） : 山口県宇部市西区松島町289番地、セントラル系
- 防府セントラル劇場（のちの日本劇場） : 山口県防府市車塚、セントラル系
- 米子セントラル劇場（のちの米子東映劇場および米子東宝、戦前のキネマ館） : 鳥取県米子市朝日町33番地、アメリカ映画専門館（1990年8月26日閉館）

- 松山セントラル劇場 : 愛媛県松山市大街道、セントラル系（1957年3月5日鉄筋化）
- 今治セントラル劇場（のちの今治中央劇場） : 愛媛県今治市京町289番地、セントラル系
- 須崎セントラル劇場（のちの世界館） : 高知県高岡郡須崎町（現在の同県須崎市）、セントラル系
- 門司セントラル映画劇場（のちの第二銀座映劇） : 福岡県門司市（現在の同県北九州市門司区）葛葉町、セントラル系
- 鹿児島セントラル劇場（のちの鹿児島東映センター劇場） : 鹿児島県鹿児島市東千石町65番地、セントラル系（1946年10月17日開館 - 1970年7月26日閉館）